# 京井秋行
京井 秋行（きょうい ときゆき、1920年 - 1944年12月9日） は、日本の元アマチュア野球選手。早稲田大学野球部で遊撃手として活躍した人物である。大阪府出身。

## 来歴・人物
浪華商業（現・大阪体育大学附属中学校・浪商高等学校）在学中に投手及び三塁手として、1938年春の大会ではチームのベスト8進出に貢献。この大会では優秀選手賞を受賞した。
1940年早稲田大学に入学、東京六大学リーグ戦でも遊撃手として活躍した。しかし応召され、中国に出征。1944年12月9日、中国湖南省の野戦病院で戦病死した。享年24。東京ドーム内の野球殿堂博物館にある戦没野球人モニュメントに、彼の名前が刻まれている。